# Bernhard E. Bürdek
Bernhard E. Bürdek (* 1947) ist ein deutscher Designtheoretiker und -berater.

## Leben
Bürdek studierte von 1967 bis 1968 an der Hochschule für Gestaltung Ulm, 1969 an der Staatlichen Werkkunstschule Kassel sowie von 1969 bis 1971 am Institut für Umweltplanung der Universität Stuttgart. Von 1971 bis 1972 studierte er Betriebswirtschaft und Volkswirtschaft an der Universität Stuttgart. 1972 wurde er Dozent an der HfG Offenbach und dort 1979 zum Professor ernannt, Gastprofessuren hatte er u. a. in Brasilien, China, Mexiko und Taiwan inne. 2012 wurde er an der Universität für Angewandte Kunst Wien mit summa cum laude zum Dr. phil. promoviert. Seit 2013 befindet er sich im Ruhestand.

## Werk
Bürdeks Werk steht in Zusammenhang mit dem erweiterten Funktionalismus in der Tradition der Ulmer Schule. Er wirkte an der Ausarbeitung der Offenbacher Theorie der Produktsprache mit, die heute weltweit als product semantics bezeichnet werden.
International bekannt wurde er vor allem durch das in zahlreichen Sprachen verfasste Standardwerk Design. Geschichte, Theorie und Praxis der Produktgestaltung.
Der Titel seiner Dissertation lautet: „Design auf dem Weg zu einer Disziplin“ (Hamburg 2012)
Neben den allgemeinen oder theoretischen Werken verfasste er auch spezielle Publikationen, so für Franz Schneider Brakel, der Form Verlag, Suhrkamp und den Birkhäuser Verlag.